# Ri Jin-hyok
Ri Jin-hyok ((리진혁?, 李鎮赫?); 28 agosto 1989) è un calciatore nordcoreano, centrocampista del Rimyongsu.

## Carriera

### Club
Ha giocato nella prima divisione nordcoreana.

### Nazionale
Tra il 2008 ed il 2014 ha totalizzato complessivamente 8 presenze ed una rete con la maglia della nazionale nordcoreana.

## Palmarès

### Club

#### Competizioni nazionali
- Campionato nordcoreano: 1

Amnokgang: 2008